# Ernesto Treccani
Ernesto Treccani (Milano, 26 agosto 1920 – Milano, 27 novembre 2009) è stato un pittore italiano.

## Biografia
Nato a Milano il 26 agosto 1920, figlio del senatore Giovanni Treccani degli Alfieri, fondatore dell'Istituto Treccani, iniziò in giovanissima età a far parte dei gruppi di avanguardia artistica e antifascista.
Fondatore e direttore, a 18 anni nel 1938, della rivista “Corrente”, soppressa nel giugno 1940 allo scoppio della guerra, ha esposto le sue prime opere alla Bottega di Corrente con gli amici Birolli, Guttuso, Migneco, Sassu e, successivamente, con Cassinari e Morlotti alla Galleria della Spiga e Corrente.

La prima mostra personale, allestita alla galleria Il Milione di Milano, risale al 1949. Dopo la Resistenza, cui ha partecipato attivamente, è stato animatore del gruppo di “Pittura” e redattore delle riviste “il 45” e “Realismo”, diretta da Raffaele De Grada.
Negli anni '50, oltre a esporre più volte alla Biennale di Venezia, ha partecipato alla mostra dei realisti alla Leicester Gallery di Londra ed esposto a New York con una personale alla Heller Gallery. In questo periodo i temi della sua pittura sono caratterizzati dall'incontro con la realtà contadina calabrese, conosciuta direttamente nei lunghi soggiorni a Melissa, iniziati all'epoca delle prime occupazioni delle terre nel Mezzogiorno, e dal paesaggio urbano industriale di Milano e Parigi, luoghi su cui ritornerà a più riprese nel corso degli anni.
Nel 1963 una sua opera viene esposta alla mostra Contemporary Italian Paintings, allestita in alcune città australiane.
Dagli anni '60 in poi il fiorire delle opere e la moltiplicazione delle iniziative testimoniano l'impegno ininterrotto, umano e artistico, di Treccani, caratterizzato da un'instancabile azione di diffusione della cultura e del dibattito artistico, da un'adesione concreta alle situazioni della vita e da un profondo amore per uomini e cose.
Tra i lavori di questo periodo sono da ricordare le cinque grandi tele ispirate a "La luna e i falò" di Pavese (1962-1963), il ciclo delle opere "Da Melissa a Valenza" (1964-1965), la serie di acquarelli dedicata a un viaggio a Cuba compiuto nel 1965, la grande tela Popolo di volti (1969-1975), iniziata il giorno dei funerali delle vittime della strage di Piazza Fontana; più tardi, nel 1976, le grandi mostre di Volgograd, Mosca e San Pietroburgo.
Da allora, Treccani ha sviluppato in molteplici forme le diverse stagioni della sua ricerca artistica, continuando a operare e a esporre in piccoli e grandi centri, in Italia e all'estero, e alternando questa attività “itinerante” con abituali soggiorni creativi a Macugnaga e a Forte dei Marmi, paesi a cui l'artista è stato fortemente legato nella vita e nella pittura.
Nel 1977 ha dipinto il drappellone del Palio di Siena del 16 agosto di quell'anno, vinto dalla Nobile Contrada dell'Oca ed attualmente esposto nella sede storico-museale di quest'ultima.
Nel 1978 ha dato vita alla Fondazione Corrente, centro di iniziative culturali, mostre, dibattiti nei diversi campi della cultura e dell'arte, oltre che centro di raccolta e studio dei documenti relativi al periodo compreso tra la nascita del movimento e gli anni del Realismo. È del 1982 una sua presenza monografica alla collettiva Maestri e Giovani al centro d'Arte Cultura e Costume a Milano, con Mauro Reggiani, Ottone Rosai, Galliano Mazzon, tra gli altri, e i giovani Nino Bonacina e Lino Riccardi.
Nel 1989 il Comune di Milano ha dedicato all'artista un'ampia antologica a Palazzo Reale, mentre un'altra importante retrospettiva delle sue opere è stata ospitata alla Fondazione Bandera di Busto Arsizio nel 2003, a cura di Marina Pizziolo.
Del 2004 è il ciclo delle grandi vetrate "Energia, luci e colori" esposte a Lugano, a Riga, a Budapest e Praga, mentre nel 2006 il Comune di Forte dei Marmi ha allestito al Fortino la mostra "Le mutazioni del realismo – Opere inedite 2003-06", frutto di una rinnovata ricerca di forme che ha il suo centro nel colore. Nel 2008, di nuovo a Palazzo Reale, Treccani ha partecipato alla mostra "Corrente, le parole della vita. Opere 1930-1945", sempre a cura di Marina Pizziolo, con una sala dedicata ai suoi dipinti del periodo. Una grande mostra antologica, a cura di Giorgio Seveso, ha inaugurato le rinnovate sale di Palazzo Barberino a Montichiari (BS), paese natale del padre dell'artista, il senatore Giovanni Treccani degli Alfieri.
Fra le mostre più recenti ricordiamo l'esposizione "Le parole e la pittura. Ernesto Treccani incontra la poesia, l'epica e il romanzo", presso la Pinacoteca Civica di Savona dal dicembre 2011 al marzo 2012, sempre a cura di Giorgio Seveso.
È deceduto a Milano il 27 novembre 2009.

## La ricerca pittorica e poetica

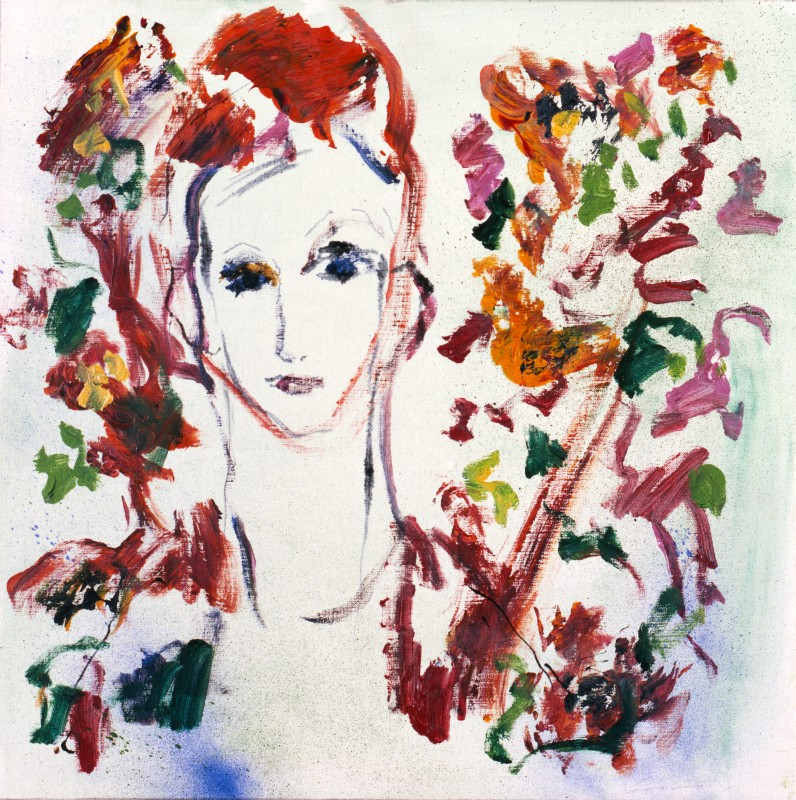
Ritratto, 1980-1990
Fondazione Cariplo

"Soltanto chi ha il cuore aperto alle sofferenze del mondo può esprimerne la bellezza". Queste parole di Ernesto Treccani, tratte dal suo libro Arte per amore, sono una sintesi della sua poetica e della sua ispirazione, nonché della sua ansia di vivere nella dimensione di un rapporto profondo, sia razionale che emozionale, con gli altri e la realtà del mondo. Tutta la pittura e l'arte di Treccani mirano ad abbattere la separazione tra sé e il mondo, tra il sentimento e la forma, tra l'idea e l'espressione immaginativa. Secondo Giorgio Seveso, la sua è "una ricerca dell'anima delle cose più che della loro consistenza fenomenica.

In parallelo alla ricerca pittorica basata sul rapporto tra parola e immagine, Treccani scrisse anche poesie dimostrando in ambedue i casi un interesse per l'uomo "con particolare attenzione al ruolo dell'artista nell'immaginario contemporaneo: un atteggiamento che si tradusse in un'attiva partecipazione ai movimenti di protesta e di rinnovamento sociale".
Nei versi della sua poesia si ritrovano in forma di dialogo ininterrotto la pittura e i colori.
L'editore Crocetti ha pubblicato nel 1996 una raccolta poetica dell'artista-poeta, intitolata "Minime" dove la poesia raggiunge la leggerezza e la profondità degli haiku, e dei maestri saggi che conoscono l'importanza dell'essenzialità.

## Maestro del Palio di Asti

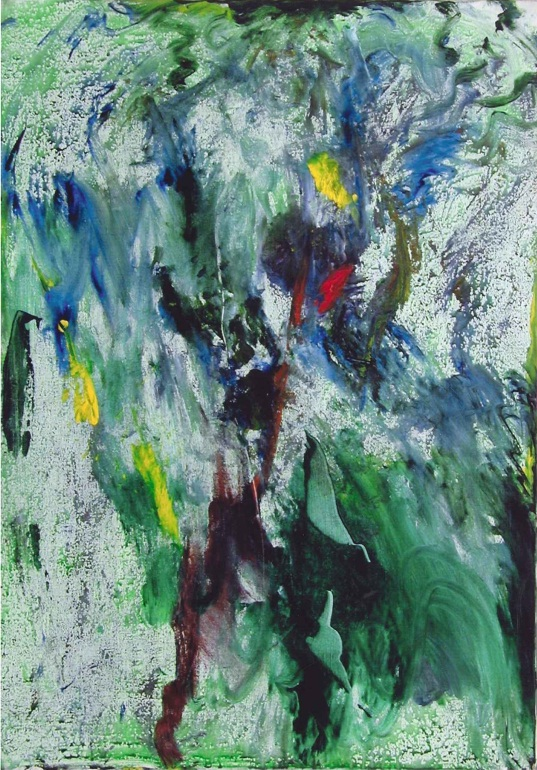
Siepe, 1980
Casa Museo Francesco Cristina

Il comune di Asti commissionò nel 1986 ad Ernesto Treccani la realizzazione dei due sendalli per la festa del santo patrono, san Secondo.
Uno dei due, come tradizione, fu offerto il primo martedì di maggio al patrono ed è conservato nella collegiata di San Secondo. Il secondo fu consegnato al vincitore della corsa del Palio di Asti la terza domenica di settembre. Quell'edizione fu vinta dal comune di Nizza Monferrato.

## Opere nei musei
- Galleria civica di arte contemporanea di Copparo (FE)
- Galleria civica d'arte moderna e contemporanea di Latina
- Museo civico e della mail art di Montecarotto (AN)
- Museo d'arte di Avellino, con l'opera "Maternità" (1980-1990).
- MAGA - Museo d'arte di Gallarate (VA)
- Museo d'arte sacra del Santuario di San Gabriele di Isola del Gran Sasso d'Italia con l'opera: Crocifissione (1986).
- Museo Civico di Villa Groppallo di Vado Ligure con l'opera: Arrivo dalla pesca in un mare del Nord (1951 - 1952).
- Fondazione Corrente, Studio Museo Treccani di Milano
- Polo Museale Santa Chiara di San Gimignano
- Museo della Permanente di Milano
- Museo Fortunato Calleri di Catania
- Museo Civico della Paleontologia e dell'uomo di Lizzano
- Fondazione Cesare Pavese Santo Stefano Belbo (CN)
- Pinacoteca Comunale Andrea Alfano di Saracena
- Civica Raccolta del Disegno di Salò (BS), Musa